# Bartholomaios von Arianz
Bartholomaios von Arianz, mit bürgerlichem Namen Ioannis Kessidis (* 12. August 1968 in Kastoria) ist Weihbischof der griechisch-orthodoxen Metropolie von Deutschland des Ökumenischen Patriarchats von Konstantinopel.

## Leben
Kam am 12. August 1968 in Kastoria in Makedonien, Griechenland, als drittes Kind von Georgios und Ekaterini Kessidis zur Welt. Grundschule und Gymnasium absolvierte er in seiner Heimatstadt. An der Mathematisch-Naturwissenschaftlichen Fakultät der Rheinische Friedrich-Wilhelms-Universität in Bonn studierte er Chemie und an der theologischen Fakultät der Aristoteles-Universität Thessaloniki Theologie.
Am 4. März 1995 wurde er von Metropolit Augoustinos Lambardakis von Deutschland zum Diakon geweiht und am 10. Juni desselben Jahres zum Erzdiakon ernannt. Die Priesterweihe empfing er ebenfalls von Metropolit Augoustinos am 8. September 1996 und wurde noch am selben Tag in den Rang eines Archimandriten erhoben.
Als Erzdiakon diente er bis zu seiner Priesterweihe. Als Priester blieb er bis heute Pfarrer der griechisch-orthodoxen gemeinde des hl. Propheten Elias in Frankfurt am Main.
Er war Mitglied dreier Kommissionen der Griechisch-Orthodoxen Metropolie von Deutschland: der Kommission für Publikationen, der Redaktion der Zeitschrift „Orthodoxe Gegenwart“ und des Jahreskalenders der Metropolie und der Subkommission für besondere ökonomische Angelegenheiten der Metropolie.
Im November 2000 Er nahm teil an der großen Kleriker- und Laiensynode des Ökumenischen Patriarchats in Istanbul. Er hat den Metropoliten Augoustinos von Deutschland bei zahlreichen öffentlichen Veranstaltungen im Bundesland Hessen vertreten.
Nach seiner Bischofswahl am 25. Mai 2004 durch die Synode des Ökumenischen Patriarchats wurde er am 10. Juni 2004 in der Kirche des Hl. Propheten Elias in Frankfurt a. M. zum Bischof geweiht.